# فاضل اسکندر
فاضل عبدلوویچ اسکندر (۱۹۲۹–۲۰۱۶) نویسندهٔ ایرانی‌تبار اهل آبخاز بود. این نویسنده در مؤسسهٔ ادبی معتبر ماکسیم گورکی در مسکو تحصیل و کار حرفه‌ای خود را با روزنامه‌نگاری آغاز کرد. وی بیشتر عمر خود را در مسکو سپری کرد. او در شوروی سابق، بیشتر برای شناساندن زندگی قفقازی شناخته می‌شد و آثارش را بیشتر به زبان روسی می‌نوشت. او داستان‌های متعددی نوشته است که شناخته‌شده‌ترین آنها «زاشیتا چیکا» است که ستارهٔ آن یک پسربچه جوان دوست‌داشتنی و نیرنگ‌باز به نام «چیک» بود.
اسکندر در ۳۱ ژوئیه ۲۰۱۶ در سن ۸۷ سالگی در خانهٔ خود پردلکینو پس یک دورهٔ دراز بیماری، چشم از جهان فروبست.

## زندگی‌نامه
وی در سال ۱۹۲۹ از پدری ایرانی و مادری اهل آبخاز در بندر سوخومی، پایتخت آبخاز به دنیا آمد. پدر او در سال ۱۹۳۸ از ایران اخراج و به یک اردوگاه کار اجباری برده شد که در سال ۱۹۵۷ در همانجا درگذشت. او قربانی سیاست مهاجرت اجباری ژوزف استالین دربارهٔ اقلیت‌ها در قفقاز بود. به دنبال آن، او و برادرش فریدون و خواهرش گیولی بدست خانواده مادری آبخازیشان پرورش یافتند. فاضل در آن هنگام تنها ۹ سال داشت.

## دوران نویسندگی
اسکندر که شناخته‌شده‌ترین نویسندهٔ آبخاز است، نخست در میانهٔ دهه ۱۹۶۰ میلادی به همراه دیگر نماینگان جنبش «نثر جوان» همچون یوری کزاکف و وسیلی اکسیونوف به سرشناسی رسید که این سرشناسی بیشتر برای داستان Sozvezdie kozlotura (صورت فلکی بز-بوفالو) بود که آن را از بهترین داستان‌های او دانسته‌اند که در سال ۱۹۶۶ نوشته شده بود. این داستان از دیدگاه یک روزنامه‌فروش جوان نوشته شده است که به زادگاه خود آبخازیا برمی‌گردد و سپس به جرگه کارکنان یک روزنامه محلی پیوسته و پس از آن وارد یک کمپین تبلیغاتی برای یک حیوان اهلی تازه فرآوری شده می‌شود که از پیوندزدن یک بز معمولی و یک بز کوهی قفقاز غربی پدید امده بود. این داستان یک هجونامه برجسته درباره کمپین‌های ژنتیکی و کشاورزی تروفیم لیسنکو و خروشچف بود که به علت نشان دادن اتحاد جماهیر شوروی به گونه‌ای ناخوشایند، به سختی مورد نقد قرار گرفت.
در دنیای انگلیسی‌زبان، شاید او را بیشتر برای Sandro of Chegem بشناسند که رندنامه ای است که روند زندگی در روستایی در آبخاز را از سال‌های آغازین سده ۲۰ میلادی تا دهه ۱۹۷۰ بازگو می‌کند. این داستان موجب شد تا به فاضل اسکندر لقب «مارک توین آبخاز» داده شود.
اسکندر از تلاش‌های جدایی‌خواهانه در پایان دهه ۱۹۸۰ میلادی دوری گزید و هم اقلیت گرجی و هم آبخازی را برای تعصبات نژادی‌شان نکوهش کرد. او هشدار داده بود که آبخاز می‌تواند یک ناگورنو قره‌باغ تازه شود.
در ۳ سپتامبر ۲۰۱۱، تندیسی از شخصیت چیک در اسکله مهاجر سوخومی رونمایی شد.

## فهرست برخی از آثار
- وقتی که من یابنده ای خوش شانس بودم! (چاپ شده توسط انتشارات پروگرس در مسکو)
- میوهٔ ممنوعه و داستان‌های دیگر
- انجیل به روایت چگام (چگام روستای محل تولد اوست)
- خانه‌ای زیر درختان سرو
- خرگوش‌ها و مارهای بوآ (چاپ شده توسط نشر افق، ترجمه‌ی آبتین گلکار)

## درگذشت
وی در سال ۲۰۱۶ و در سن ۸۷ سالگی درگذشت. کرملین در بیانیه‌ای رسمی درگذشت او را به خانواده‌اش «عمیقاً تسلیت» گفت.